# 예수의 무덤
예수의 무덤(영어: Tomb of Jesus)은 기독교에서 예수가 매장된 후 부활했다고 믿어지는 분묘이다. 일반적으로 기독교에서 믿어지는 곳은 예루살렘의 '거룩한 무덤 성당' 혹은 '정원 무덤'이다. 

## 유해
예루살렘에 예수 그리스도의 무덤이라고 믿어지는 곳이 2개 있다. 전래에 따르면, 콘스탄티누스 1세의 어머니 헤레나가 326년 즈음 예루살렘을 방문해 당시는 비너스 신전이 되고 있던 땅을 비정했다. 이를 무너뜨려 지어진 것이, 현재 정교회, 비카르케돈파, 가톨릭교회 등이 공동 관리하는 성분묘 교회이다.
그러나, '헤브루인에의 편지' (13:12)의 기재 등에서, 처형장은 성벽 외에 있던 것은 아닌가 라는 의념이 나와 성공회 등은 구성벽 외에 있는 '원의 무덤' (Garden Tomb)을 그것이라고 믿고 있다.
이 어느 쪽에도 그리스도의 유해는 없다. 니카 귀·콘스탄티노포리스 신조에 따르면, 예수 그리스도는 십자가 상에서 죽어, 매장해지지만 부활해, 40일 후에 하늘에 올랐다고 여겨진다. 따라서, 일단 매장해진 장소는 존재하지만, 유해는 지상에는 남아 있지 않다. 그 대신에 되었다고도 말할 수 있지만, 가톨릭교회에서는 중세, 그리스도의 성유물에의 숭경이 활발히 행해졌다. 예를 들어 성십자가로 여겨지는 물질은 빠른 시기부터 각지의 교회에서 숭경의 대상이 되고 있었다. 가톨릭교회에서는 예수의 어머니 마리아도 사망하는 일 없이 하늘에 올랐다고 믿어진다.

## 존재할 가능성
그리스도의 유해를 제사 지내는 무덤이 있을 지도 모른다고 주장하는 사람들도 있다. 다른 종교의 경우와 달리, 기독교에서는, 그리스도의 유해는 없어진 것은 아니고, 신앙상 존재하지 않는다는 것을 우선 밟지 않으면 안 된다.
전혀 기독교를 믿지 않는 사람은, 예수 그리스도가 사람인 것이라면, 그 유해는 존재할 것이라고 생각할지도 모른다. 그러나, 그것을 제사 지내는 무덤이 있기 위해서는, 예수 그리스도 그 사람을 신봉하는 사람들의 존재를 가정해야 한다.
그 무덤이 있기 위해서는, 예수 그리스도를 신봉하지만, 그 육체가 하늘에 올려진 것은 아니다고 믿는 사람이 있어야 한다. 이것은 정통적인 기독교로부터 하면 이단이다. 그노시스 주의 적이지만 하나, 새우 온파의 양자적 그리스도론을, 알기 쉬운 예로서 든다. 그들에 의하면 인간 예수와 신성 그리스도를 구별한다. 인간 예수는 나자레의 요세후과 마리아의 사이에 출생한 아이이며, 그가 세례자 요한으로부터 세례를 받았을 때에 성령이 내려 신의 아이 예수 그리스도가 되었다. 또, 십자가에 붙여질 때 그리스도의 신성은 예수로부터 멀어졌다. 십자가 상에서 죽은 것은 인간 예수이며, 그리스도는 아니다.
이 생각에 서면 그리스도는 한 발 앞서 하늘에 오르고 있기 때문에, 인간 예수의 유해는 지상에 남아 있을 것이다. 그러나 이 사상으로는, 그리스도가 떠난 뒤의 인간 예수의 유해를 신봉하는 의미도 없어지므로, 무덤이 존재하는 이유에는 다소 무리가 있다.
이슬람교의 '꾸란'에 등장하는 이서 (예수)는 십자가에는 붙여지지 않고, 붙여진 것은 대신이라고 되고 있다. 대신의 인물이 누구인가는 여러 가지이지만, 이 이야기는 16세기까지는 유럽에도 전해지고 있었다. 최근에는, 바바라 실링 (또는 스링)이 남동생 야곱이 대역을 했다는 설을 주창하고 있다.
예수가 십자가로 죽지 않고 살아남고, 다른 땅에서 극진하게 매장해진 것이라면, 그 무덤이 있을 지도 모른다,

## 제설

### 인도·카슈미르
정통 신앙의 설은 아니지만, 예수가 구해져서 신체를 달랜 후에 유태의 토지에서 빠져 나가, '이스라엘을 헤맬 수 있는 새끼양들'을 찾기 위해서, 동쪽을 향했다는 설이 있다.
이 설의 실증의 하나로서 인도의 카슈미르 지방에 예수 (유스·아사후)라고 쓰여진 무덤을 찾아낼 수 있다. 카슈미르의 유태인은 모두 이슬람교에 강제적으로 개종 당하고 있지만, 그 무덤을 지키는 가족만이 개종을 면해 현재도 유태교도이다. 낡은 무덤에는, 유태의 말인 헤브라이어로의 기술이 있어, 기술에 의하면 예수는 112세 (100세 이상)까지 살았다고 여겨진다.
또, 예수라고 쓰여진 무덤의 가까운 곳에는 모세라고 쓰여진 무덤도 있다. 모세가 유태 민족의 이동 시에 없어진 사람들을 찾으러 나왔다고 여겨지고 있지만, 가까스로 도착한 것이 카슈미르라고 말한다.
이슬람교계 신종교 아후마디야가, 이서 (예수)는 인도를 방문했다고 말한다. 죽은 장소도 카슈미르이다. 창시자인 미르더 그람 아후마드는 Masīh Hindustān Meiń (en:Jesus in India)라는 저서를 남기고 있다. 'Jesus in Kashmir, The Lost Tomb' by Suzanne Olsson, Gateway Books 2019.

### 남 프랑스

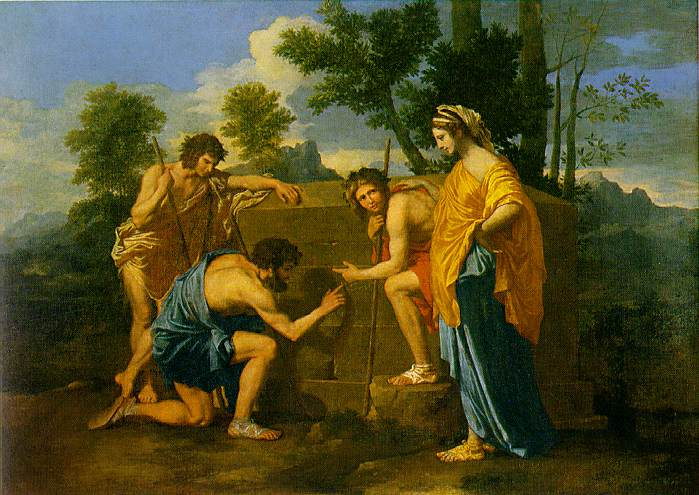
니코라 풋산의 그림 (17세기)

프랑스의 작가, 제랄 드 세이드는, 남 프랑스의 작은 마을 렌르성에 수수께끼의 재보의 비밀이 숨겨져 있다는 일련의 저작을 발표했다.
'아르카디아의 목자들'로 제목을 붙인 니코라 풋산의 유명한 그림이 있다.
이 그림에 그려진 풍경과 묘석을 꼭 닮은 물건이, 렌르성의 근처에 존재했다.
1970년대 세이드의 저작 이후, 이 땅은 재보 목적의 인간이 인간 자르지 않았다.
안에는 다이너마이트를 가져 입무부그런 사람도 있었으므로, 결국 이 묘석은 소유자가 무너뜨려 버렸다.
영국의 텔레비전 작가 헨리 링컨 등은, 이를 쫓고, BBC의 TV 프로에서 방영한 것 외, '렌르성의 수수께끼'를 저술했다.
묘석의 비문에는 'ET IN ARCADIA EGO'라고 있다.
이 비문은 풋산에 선행해 1621-1623년의 그르치노의 그림에도 있어, '깨져 아루카데아에도 있어'라고, 여러 가지에 해석되고 있다 (→ 니코라 풋산).
링컨 등은, 이는 아나그램이며, 'I TEGO ARCANA DEI' (떠나라 나는 신의 비밀을 숨겼다)라고 읽을 수 있다고 했다.
'신의 비밀'에서 링컨 등은, 예수의 혈맥을 상정해, 시온 수도회가 그것을 지키고 있다고 하지만, 예수의 무덤이 있을 가능성도 나타내 보였다.
리처드 안드르즈와 폴 시렌바가도 이를 쫓고, 문제의 그림은 예수의 무덤의 위치를 나타내고 있다고 하여, 가까이의 산중에 그 위치를 추정했다.
이 지역은 낡고 기독교의 이단 카타리파의 거점이었다는 역사를 가지고 있다.
카타리파는 13세기 전반에 아르비죠아 십자군에 의해서 괴멸 당하고 있지만, 그들이 그 비밀을 남긴 것은 아닌가 하는 것이다.

### 영국
무덤이 있을까는 모르지만, 코린 죠이스 ('놀라움의 영국사' NHK 출판 신서 2012년 pp. 86-88)에 의하면, 그리스도가 두려워해의 아리마타야의 요세후와 함께 섬을 방문했다고 한다. 그 때문에, 섬은 신의 축복을 받아 특별한 나라가 되는 것이 의무 지워졌다고 한다. 1804년에 윌리엄 브레이크가 쓴 '예루살렘'이라는 시가 이를 노래하고 있다 (다만, 의문형을 사용하고 있다).

### 일본

#### 아오모리 현 헤라이 촌
1935년 8월 초에, 토야번산이 1934년 10월에 찾아낸 대석신의 피라미드 sight/sight-pyra.html 확인을 위해 아오모리현 헤라이 촌 (현재는 산노헤군 신고촌 대자 헤라이)을 토야와 함께 방문하고 있던 신종교 단체의 교조, 타케우치 키요마로는, 2간~3간의 장방형의 성토를 보고 멈춰 서, 그것이 고문헌을 혼자서 조사한 결과에 의해, 거기에 통내방신이라고 쓴 목표와 전의 노즈키의 닛쯔카에 '십래총'이라고 쓰도록 촌장에게 이야기했다고 한다.
이 후 타케우치 키요마로는 타케우치 문서에, '이스키리스 크리스마스. 복신. 하치노헤 타로 천공신. 오색인에 보내 문장'으로부터 시작되는 기술이나 '이스키리스 크리스마스'의 유언이 있다고 하고 이스키리스 크리스마스는 고르고다의 언덕에서 처형되지 않고, 남동생의 이스키리를 대신으로 하고 일본에 도래해 죽어, 그 무덤이 '십래총'이다고 한다. 이 이스키리스 크리스마스가 예수 그리스도이며 '십래총'이 '예수 그리스도의 무덤'이라고 한다. 다만, 타케우치 문서는 많은 연구자로부터 위서로 단정되고 있다.
이 후 '고대사서 연구회'가 와 마을, 헤라이마을의 촌명은, 헤브루에 유래한다고 한다.
미국 거주의 카와모리타 에이지가 현지의 전승노래인 나냐드야라가 야하에를 기리는 헤브라이어의 노래라는 서간을 헤라이마을에 보냈다.
또 일본에서 '도라지문'이라고 해지는 이 마을의 옛집에 전해지는 가문은 오각의 형태이며, 유태의 심볼 육각성인 '다윗의 별'과 아주 비슷하다고 해 이스라엘이 없어진 10씨족이나 예수와의 관계를 지적하는 설도 있다.
현재에도 헤라이 초등학교의 교장은 다윗의 별과 같은 형태의 롱목이다. 또, 헤라이마을에서는 아이의 액에 건강 기원 등의 의미를 담아 먹으로 검은 십자를 쓰는 풍습이 있었다고 한다.
도쿄대학의 여 고우 요시아키 조교수에 의한 세계 34개국에 건너가는 히트포리오마위르스 분포 조사에 의하면, 코카소이드로 보여지는 EU 타입 바이러스가 아키타현에서 발견되고 있다.
이는 코카소이드의 집단이 아키타 주변에 온 가능성을 나타내는 것이다. 헤브루인도 코카소이드인 것부터, 이들 유전 정보 조사 결과는 일유동조론의 방증이 되고 있다. 다만, 완전한 기설이며, 대다수의 일본인은커녕, 타국에서도 완전히 인정되지 않고. 또, 그 근거로 하고 있는 것도, 학술적인 논거도 안 된다.

#### 토와다 호 헤라이 악
1938년, 야마네 키쿠(山根キク, 본명: 야마네 키쿠코, 山根 菊子)는 저작 '빛은 동방에서'(光りは東方より)(석가, 모제, 요세후, 그리스도가 수행을 위해 일본 방문했다고 한다)에서 토와다코 논두렁의 토와리 산 (헤라이 악)에 그리스도의 무덤이 있다고 했다.

## 유해를 둘러싼 작품
1968년, 예루살렘의 북쪽 기브앗트 하 미브탈에서, 책형의 자취가 있는 인골이 발견되었다.
유태 전쟁 전의 1세기 경의 것이라고 볼 수 있다. 한쪽의 다리에는 구부러진 못과 목편 털썩 붙어 있었다.
납골 단지에는 그 이름을 이에호카난이라고 기록되고 있었다. 3-4세라고 볼 수 있는 그의 아들과 다른 한 명의 성인의 뼈도 함께 들어가 있었다.
실제로 있던 이 사건에 힌트를 얻어, 아메리카 합중국의 작가 리처드 벤 사피아가, 미스터리 소설 The Body를 1983년에 발표했다.
소설 중에서 이스라엘에서 발견된 유골에는 아람어로 '유태의 왕'이라고 기록된 점토판이 걸려 있었다.
이것이 예수 그리스도의 유골이라면, 부활과 승천의 교의가 뒤집히게 된다고 무서워한 바티칸. 거기에 이스라엘이나 소비에트 연방의 정치적 기대가 착종해, 이야기는 전개한다.
인간 예수의 비밀을 바티칸이 무서워하고 음모가 소용돌이친다는 줄거리는, 같은 아메리카 합중국의 작가 댄 브라운에 의한 '다 빈치 코드'에도 영향을 주고 있다.
The Body는 2000년에 아메리카 합중국과 이스라엘의 공동 제작으로 영화화되었다.
미국의 다니엘·이스터맨의 '무덤의 결사 Brotherhood of the tomb (후타미 서점 1992)'나, 1968년의 발견이 힌트가 되어 있다고 생각된다. 이쪽은 신앙의 내용에는 너무 발을 디디지 않고, 가톨릭교회의 역사의 암부와 바티칸 내부의 권력 투쟁을 그리고 있다.
영화 감독인 제임스 카멜론과 SIMM하 야코브빗치가 제작한 다큐멘터리 영화 '그리스도의 관' (The Lost Tomb of Jesus)에서는, 1980년에 아파트 건설중인 예루살렘의 타르피옷트에서 발견된 묘소를, 예수와 그 가족의 것일 가능성이 있다고 하고 있다. 그 내용은 서적화 되고 있다.

## 같이 보기
- 일유동조론